# Xian autonome de diverses nationalités de Longlin
Le xian autonome de diverses nationalités de Longlin (隆林各族自治县 ; pinyin : Lónglín gèzú Zìzhìxiàn) est un district administratif de la région autonome du Guangxi en Chine. Il est placé sous la juridiction de la ville-préfecture de Liuzhou.

## Démographie
La population du district était de 378 500 habitants en 2010,dont 53.68 % de Zhuang, groupe ethnique principalement concentré dans cette région.